# دوري أبطال كونكاكاف 2015–16
دوري ابطال الكونكاكاف هي بطولة تجمع الاندية الفائزة بالدوري والوصيف في قارة أمريكا الشمالية وصاحب الرقم القياسي في الفوز بالبطولة هو نادي أمريكا و نادي كلاهما كروز أزول فازا بها 6 مرات والفائز بهذه البطولة يشارك في كأس العالم للأندية